# Frontière entre l'Arkansas et le Mississippi
 (décembre 2023).
Si vous disposez d'ouvrages ou d'articles de référence ou si vous connaissez des sites web de qualité traitant du thème abordé ici, merci de compléter l'article en donnant les références utiles à sa vérifiabilité et en les liant à la section « Notes et références ».
La frontière entre l'Arkansas et le Mississippi est une frontière intérieure des États-Unis délimitant les territoires de l'Arkansas à l'ouest et le Mississippi à l'est.
Son tracé suit le fleuve Mississippi du 35e parallèle nord (au sud de la ville de Memphis) jusqu'au 33e parallèle nord.

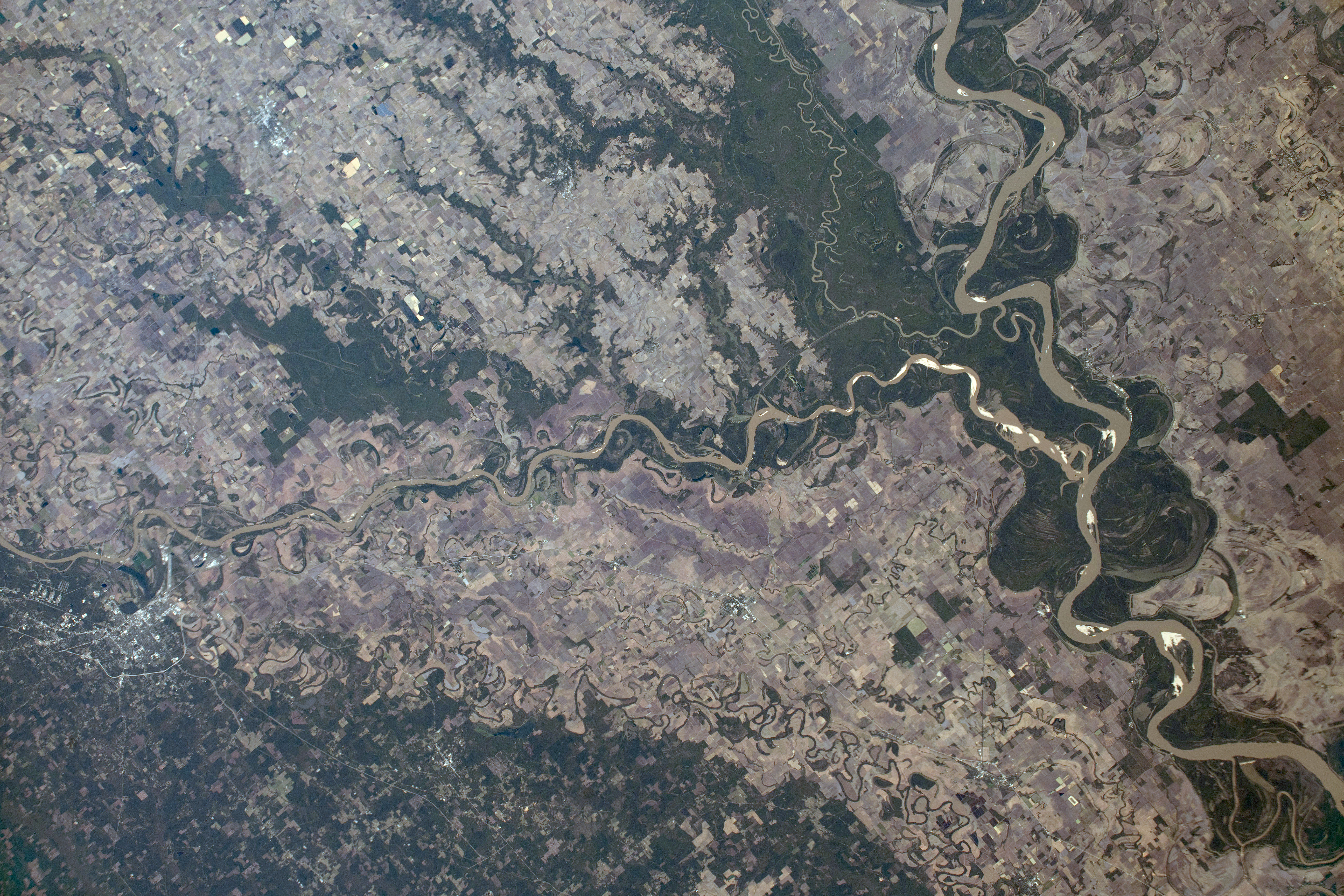
Le fleuve Mississippi, séparant l'Arkansas du Mississippi, vu de la station spatiale internationale.